# Elohim

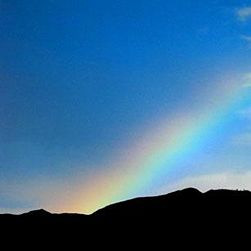
El judaisme no permet representar imatges de Déu.

Elohim (en hebreu אלוהים, plural d'Eloah) és un terme del judaisme que significa 'Déu', però és també la paraula per referir-se als altres déus, com ara els de Canaan. En la Bíblia hi apareix més de 2.500 vegades, la qual cosa el converteix en un dels més usats. Elohim és nom plural, però segons alguns no s'ha d'interpretar en un sentit politeista, sinó més aviat majestàtic quan es referix a Jehovà.

## Etimologia
Elohim (אֱלׂהִים) seria el plural majestàtic, o el superlatiu de Déu (en hebreu El, אֵל, o Eloha, אֱלׂהַּ). El seria literalment "Déu", i com el plural derivat de El, Elohim comportaria el concepte de "déus" o de "àngels de déu".

## Bíblia
En la Bíblia s'utilitzen diversos termes per a referir-se a Déu: El, Eloah i Elohim, a més usaven el nom propi Senyor. En l'Antic Testament es troba escrit:
- Elohim, 2570 vegades;
- Eloah, 57 vegades;.[2]
- El, 226 vegades i
- Elim, 9 vegades.
- YHWH, més de sis mil vegades.[3]

Elohim, és traduït a la Bíblia en alguns textos en sentit plural (déus) quan fa referència als déus de les nacions, però amb sentit singular quan designa al Déu del poble d'Israel.

## Religió cananea
La paraula El és també el terme per "déu" en altres llengües semítiques relacionades incloent-hi l'ugarític. En el text ugarític anomenat Cicle de Baal, Elohim, fa referència als "setanta fills d'Ashera" Al panteó cananeu, els Elohim són els 70 fills del déu El, l'Ancià de dies (Olam) muntat en el lloc sant diví, o Muntanya Sefon (Jebel Aqra). Aquesta muntanya, que es troba a Síria, va ser considerada com una porta al cel. Els Elohim van ser governats originalment per El Elyon (Déu Altíssim), però més tard el seu imperi passar en mans del déu anomenat Hadad, que era conegut entre la gent comuna com "el mestre" ("Baal"). Reunits a la muntanya santa dels cels, el panteó (Elohim) actua com una sola persona. L'enemic dels Elohim és nyam ("el mar"), un monstre del caos mort per Baal. Cada fill va ser assignat a un poble específic, per exemple, Jahvè a Israel i Milcom a Moab.